# Grand-Mère Donald
Elvire Duck,  née Écoutum (Elvira Coot en version originale), est un personnage de fiction de l'univers des canards créé par le dessinateur Al Taliaferro pour la Walt Disney Company. Connue sous le surnom de Grand-Mère Donald (Grandma Duck), elle est, en effet, la grand-mère (entre autres) de Donald Duck, Gontran Bonheur et Popop Duck, et l'arrière-grand-mère de Riri, Fifi et Loulou.

## Création
Grand-mère Donald est créée dans un premier temps par Al Taliaferro qui l'avait imaginée comme une petite mamie rustique à cheval sur les bonnes manières. Il l'a fait apparaître tout d'abord dans un comic strip le 11 août 1940 sur une photographie puis véritablement le 27 septembre 1943. Dans ce gag, elle oblige son petit-fils Donald à se laver le cou. Pour son personnage, Taliaferro s'est inspiré de sa propre belle-mère Mme Donnie M. Wheaton possédant le même type de coiffure. Grand-mère Donald est ensuite prise en main par Carl Barks à partir de juin 1950 avec l'histoire Vacances à la ferme (Donald's Grandma Duck) où elle travaille dans une ferme avec de nombreux animaux. Dans les histoires d'Al Taliaferro, de Carl Barks, puis dans celles d'autres dessinateurs, elle y accueille régulièrement les autres membres de la famille, autant ses descendants directs (Donald, Gontran Bonheur), que Balthazar Picsou et Daisy Duck (si le premier est lié par le mariage de sa sœur avec un fils de Grand-Mère Donald, la seconde n'a aucun lien de parenté).

## Histoire
Née vers 1855 et petite-fille de Cornélius Écoutum, fondateur de Donaldville, elle en a hérité des terres qu'elle exploita avec son mari Joseph Duck, qu'elle épousa vers 1874. L'autre partie des terres héritées était allée à son frère, Jules Écoutum qui les vendit à Balthazar Picsou pour pouvoir rentrer du Yukon. Devenue veuve dans les années 1920, elle vendit à son tour ses terres au « canard le plus riche du monde » pour ne garder que sa ferme, qu'elle continua à exploiter, plus ou moins aidée par son petit-neveu, Gus Glouton. Elle serait décédée en 1970.

### Variante Italienne
La biographie présentée ci-dessus a été établie en grande partie par l'auteur Don Rosa grâce à différentes informations disséminées dans les histoires de Carl Barks et en y ajoutant des dates clés. On peut trouver dans des histoires d'autres auteurs, en partie chez les Italiens, certaines contradictions. En effet, on peut trouver des variantes avec Picsou et Grand-mère Donald présentés comme frère et sœur.

## Apparitions

### Bandes dessinées
Depuis 1943, Grand-Mère Donald est apparu dans plus de 4100 histoires (en octobre 2022), d'après le site INDUCKS. Dont environ 1050 répertoriées en France.
Un livre de recettes du nom de 200 recettes et conseils de Grand-mère Donald a été publié en 1972. Ce livre fait partie de la collection des manuels des castors juniors et est illustré par Giovan Battista Carpi.
On la retrouve dans la série Donald Junior de Diego Fasano et Alessandro Barbucci. On y suit les aventures de Donald dans sa jeunesse vivant dans la ferme de sa grand-mère. Dans cette série, la ferme se trouve dans la petite ville nommée Couactown,.

### Dessins Animés
Grand-Mère Donald fait sa toute première apparition à la télévision, le 11 mars 1960 dans l'émission Le Monde merveilleux de Disney, pendant l'épisode This Is Your Life Donald Duck. Cet épisode présente une rétrospective des dessins animés de Donald avec des interventions de ses proches dont sa Grand-Mère. Elle est doublée par June Foray.
Elle fait une apparition, en 1983, dans Le Noël de Mickey. Elle se trouve dans le passé de Scrooge, tapant dans les mains puis dansant avec l'Oncle Waldo (Jars provenant du long-métrage de 1970, Les Aristochats).
On la voit également quelques secondes dans le court métrage Fou de foot (1987), où elle apparaît pour commenter un article de journal concernant Picsou. Dans cette courte séquence, elle est doublée par Russi Taylor.
Pour finir, elle fait une courte apparition dans l'épisode Une course étonnante (Horse Scents) de la saison 1 de la série animée La Bande à Picsou de 1987.

#### Filmographie
- 1960 : Le Monde merveilleux de Disney (The Wonderful World of Disney) (émission télévisée)
- 1983 : Le Noël de Mickey (Mickey's Christmas Carol) (caméo)
- 1987 : Fou de foot (Sport Goofy in Soccermania)
- 1987 : La Bande à Picsou (Ducktales) (caméo) (série télévisée)